# Paranemonia
Paranemonia is een geslacht van zeeanemonen uit de familie van de Actiniidae.

## Soorten
- Paranemonia cinerea (Contarini, 1844)
- Paranemonia vouliagmeniensis Doumenc, England & Chintiroglou, 1987